# Horst Bernhardt

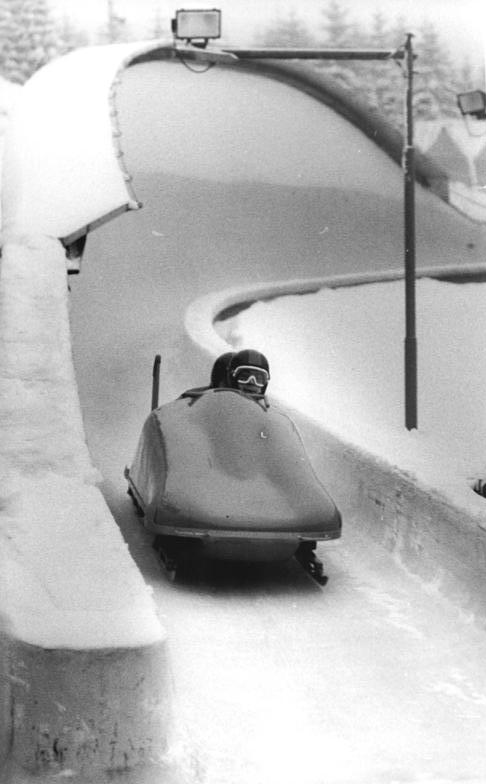
Bernhardt mit Pilot Horst Schönau bei einem Wettkampf in der DDR im Dezember 1974

Horst Bernhardt (* 26. Januar 1951 in Leipzig) ist ein ehemaliger deutscher Weltmeister im Bobsport, der für die DDR antrat.
Horst Bernhardt begann als Anschieber bei Horst Schönau. Bei den Olympischen Spielen 1976 in Innsbruck fuhren Schönau, Bernhardt, Harald Seifert und Raimund Bethge im Viererbob auf den vierten Platz. Bei der Bobweltmeisterschaft 1978 in Lake Placid war Bethge nicht mehr in Schönaus Bob dabei, da er zu Meinhard Nehmer gewechselt war. Horst Schönau lenkte den Bob in der Besetzung Schönau, Bernhardt, Seifert und Bogdan Musiol zum Weltmeistertitel. Bei der Europameisterschaft 1978 gewann der Bob in der gleichen Besetzung die Bronzemedaille hinter dem Bob des Österreichers Fritz Sperling und hinter Meinhard Nehmer. Bei der Europameisterschaft 1979 siegte Nehmer im Viererbob vor dem Bob des Schweizers Erich Schärer, der Bob von Horst Schönau fuhr mit Bernhardt, Andreas Kirchner und Bogdan Musiol erneut auf den dritten Platz.